# Tim Chow
Timothy Alexander Chow (St Helens, 18 gennaio 1994) è un calciatore taiwanese con cittadinanza britannica, centrocampista del Chengdu Rongcheng.

## Statistiche

### Presenze e reti nei club
| Stagione          | Club              | Campionato        | Campionato | Campionato | Coppe nazionali | Coppe nazionali | Coppe nazionali | Coppe continentali | Coppe continentali | Coppe continentali | Supercoppe | Supercoppe | Supercoppe | Totale | Totale |
| Stagione          | Club              | Comp              | Pres       | Reti       | Comp            | Pres            | Reti            | Comp               | Pres               | Reti               | Comp       | Pres       | Reti       | Pres   | Reti   |
| ----------------- | ----------------- | ----------------- | ---------- | ---------- | --------------- | --------------- | --------------- | ------------------ | ------------------ | ------------------ | ---------- | ---------- | ---------- | ------ | ------ |
| 2018-feb.2019     | Spartak Subotica  | S                 | 6          | 0          | KS              | 1               | 0               | UEL                | 2                  | 0                  | -          | -          | -          | 9      | 0      |
| 2019              | Henan S.L.        | CSL               | 26         | 2          | CC              | 0               | 0               | -                  | -                  | -                  | -          | -          | -          | 26     | 2      |
| 2020              | Henan S.L.        | CSL               | 17         | 0          | CC              | 0               | 0               | -                  | -                  | -                  | -          | -          | -          | 17     | 0      |
| 2021              | Henan S.L.        | CSL               | 13         | 0          | CC              | 0               | 0               | -                  | -                  | -                  | -          | -          | -          | 13     | 0      |
| Totale Henan S.L. | Totale Henan S.L. | Totale Henan S.L. | 56         | 2          |                 | 0               | 0               |                    | -                  | -                  |            | -          | -          | 56     | 2      |
| 2022              | Chengdu Rongcheng | CSL               | 0          | 0          | CC              | 0               | 0               | -                  | -                  | -                  | -          | -          | -          | 0      | 0      |
| Totale Carriera   | Totale Carriera   | Totale Carriera   | 62         | 2          |                 | 1               | 0               |                    | 2                  | 0                  |            | -          | -          | 65     | 2      |

### Cronologia presenze e reti in nazionale
| Cronologia completa delle presenze e delle reti in nazionale ― Taipei cinese | Cronologia completa delle presenze e delle reti in nazionale ― Taipei cinese | Cronologia completa delle presenze e delle reti in nazionale ― Taipei cinese | Cronologia completa delle presenze e delle reti in nazionale ― Taipei cinese | Cronologia completa delle presenze e delle reti in nazionale ― Taipei cinese | Cronologia completa delle presenze e delle reti in nazionale ― Taipei cinese | Cronologia completa delle presenze e delle reti in nazionale ― Taipei cinese | Cronologia completa delle presenze e delle reti in nazionale ― Taipei cinese |
| Data                                                                         | Città                                                                        | In casa                                                                      | Risultato                                                                    | Ospiti                                                                       | Competizione                                                                 | Reti                                                                         | Note                                                                         |
| ---------------------------------------------------------------------------- | ---------------------------------------------------------------------------- | ---------------------------------------------------------------------------- | ---------------------------------------------------------------------------- | ---------------------------------------------------------------------------- | ---------------------------------------------------------------------------- | ---------------------------------------------------------------------------- | ---------------------------------------------------------------------------- |
| 14-11-2017                                                                   | Balkanabat                                                                   | Turkmenistan                                                                 | 2 – 1                                                                        | Taipei cinese                                                                | Qual. Coppa d'Asia 2019                                                      | -                                                                            |                                                                              |
| Totale                                                                       |                                                                              | Presenze                                                                     | 1                                                                            |                                                                              | Reti                                                                         | 0                                                                            |                                                                              |

## Palmarès

### Club

#### Competizioni nazionali
- Football League One: 1

Wigan: 2015-2016